# Георгадзе, Амиран Георгиевич
Амира́н Гео́ргиевич Георга́дзе (3 декабря 1959 года, село Кведа-Сазано, Зестафонский район, Грузинская ССР — 20 октября 2015, Тимошкино, Красногорский район, Московская область, Россия) — российский бизнесмен, владелец и совладелец более 20 разнопрофильных компаний, член партии «Единая Россия» (исключён 20 октября 2015 года). Получил известность после того, как 19 октября 2015 года убил в Красногорске и окрестностях четырёх человек.

## Биография
Родился 3 декабря 1959 года в селе Кведа-Сазано Зестафонского района Грузинской ССР (ныне Зестафонский муниципалитет, Грузия).
Проходил службу в Вооружённых Силах СССР, служил водителем в военной части в Нахабино Красногорского района Московской области. После окончания службы работал сотрудником Красногорского потребкооператива (РайПО) и буфета ресторана «Опалиха» в Красногорске. В конце 1980-х годов занялся строительным бизнесом. С 1999 года — генеральный директор ГК «Мякининское поречье», которая в рамках федеральной целевой программы возводила в Красногорске жилье для военнослужащих, многоэтажные жилые дома в микрорайоне Опалиха, а также крытый горнолыжный комплекс и прочие объекты. В 1990-е годы, по данным издания «Новая газета», также занимался подпольным водочным бизнесом, пользуясь поддержкой криминального авторитета Давида Мелкадзе.
Георгадзе возглавлял или являлся совладельцем более 20 разнопрофильных компаний, в том числе ООО «Реал-Сервис», которая в 2011 году вела строительство 45-этажных домов жилого комплекса «Арт» на территории Павшинской поймы, допустив многочисленные нарушения. Позднее предприниматель продал свою долю в этой компании концерну «КРОСТ». Входил в совет директоров ОАО «Красногорское предприятие электрических сетей», являлся председателем автономного некоммерческого общества «Красногорский торгово-промышленный союз», членом партии «Единая Россия».
Сын Нодарий (родился в 1986 году) является владельцем ряда предприятий, зарегистрированных в Красногорском районе. Дочери Кристина (родилась в 1984 году) и Регина (родилась в 1985 году) владеют парикмахерскими салонами и несколькими магазинами.

### Предполагаемые убийства
По данным СМИ, 19 октября 2015 года Георгадзе отправился в здание администрации Красногорского муниципального района Московской области и застрелил первого заместителя главы Красногорского района Юрия Караулова в его рабочем кабинете, а также находившегося там же генерального директора Открытого акционерного общества «Красногорское предприятие электрических сетей» Георгия Котляренко. Далее планировалось покушение на главу Красногорского района Бориса Рассказова в коттеджном посёлке «Кристалл Истра» (близ деревни Тимошкино Красногорского района). Однако покушение сорвалось в связи с тем, что Рассказова не оказалось дома, и Георгадзе застрелил случайного свидетеля Константина Смыслова. Четвёртой (хронологически, по всей вероятности, первой) жертвой «красногорского стрелка» стал его давний партнёр по водочному бизнесу Тристан Закаидзе, труп которого был обнаружен полицией в квартире Георгадзе.
Причиной расправы с чиновниками, вероятно, стал отказ в возврате 20 миллионов долларов, переданных им ранее, — свидетельница убийства указала на вопрос с его стороны: «куда вы дели деньги?», а «последней каплей» стало признание его банкротом и введение внешнего управления его строительной фирмой, а также большие долги по кредитам.
По другой версии, в 2014—2015 годах дела Георгадзе шли уже не так успешно, как раньше, потому что в Красногорск пришли крупные девелоперы всероссийского масштаба, и Георгадзе пришлось «потесниться». Красногорские чиновники выдавливали Георгадзе из бизнеса в одном из самых престижных районов Московской области; Георгадзе готов был оставить Красногорский район, однако полагал, что за это ему причитается 20 млн долларов.
20 октября Георгадзе было заочно предъявлено обвинение в убийствах, он был объявлен в федеральный розыск. МВД объявило награду в 1 миллион рублей за информацию, способствующую его задержанию. 21 октября в СМИ выступил сын разыскиваемого Нодарий Георгадзе, который принёс семьям убитых соболезнования в связи с действиями своего отца.
23 октября МВД РФ сообщило, что труп Георгадзе обнаружен в принадлежавшем местному жителю частном доме в деревне Тимошкино на улице Школьной. По предварительным данным, он покончил с собой в тот же день, когда совершил убийства. Фотографию мёртвого Георгадзе с пистолетом в руке позже выложила в своём профиле в Instagram официальный представитель МВД Елена Алексеева.

## В кинематографе
События в Красногорской администрации стали основой для сюжета фильма «Куратор» режиссёра Петра Левченко. Роль убийцы мэра вымышленного города Кузнецкого исполнил актёр Михаил Гомиашвили.